# Famille de Mac Mahon
Pour les articles homonymes, voir MacMahon.
La famille de Mac Mahon est une famille subsistante de la noblesse française d'ancienne extraction, d'origine irlandaise, établie à la fin du XVIIe siècle en Bourgogne. Elle donna à la France un maréchal du second Empire élu président de la République française en la personne de Patrice de Mac Mahon, ainsi que plusieurs généraux, membres de la Chambre des pairs et un « savant distingué dans les sciences médicales ».

## Historique

### Origines
La famille de Mac Mahon, originaire d'Irlande, revendique son appartenance à la lignée des seigneurs de Munster. Elle descendrait ainsi des anciens rois d'Irlande, par le Prince de Thonon, petit-fils du Grand Roi  O'Brien Boruma. 

### Onomastique
Le nom propre apparaît pour la première fois en Irlande en 1283. Il signifie « fils d'ourson » et est à relier, pour certains linguistes, avec la mythologie celtique et la divinisation de l'Ours en Irlande
A l'origine , le nom porté par les Mac Mahon semble avoir été Mathgamain ; mais les altérations successives en ont fait Mahowa puis Mahon, en anglais, et Mac Mahon (fils de Mahon) en gaélique. Enfin, selon l'usage établi pour les familles de la noblesse européenne établies en France, la particule apparaît sur les actes officiels d'état civil français, à partir de 1749, date de la naturalisation de Jean-Baptiste de Mac Mahon (1715-1775), tige de la famille en France.

### Arrivée en France
À l'époque où les Stuarts se réfugiaient sur le continent, les Mac Mahon quittèrent leur pays natal à la suite de leur souverain légitime et s'établirent en France, pour une partie d'entre eux, l'autre resta à Galway et Cork, en Irlande. Le chef de la famille, Moriart MacMahon, restait il est vrai en Irlande pour y soutenir les droits du monarque, mais un de ses frères, Constantin René de Mac Mahon (inhumé le 4 février 1704 en l'église de Saint-Jacques d'Illiers à l'âge de 40 ans ou environ), engagé dans les ordres, prêtre, devenait vicaire de Saint-Jacques d'Illiers dès la fin de XVIIe siècle, et les deux fils de Moriart Mac-Mahon, longtemps errants, abandonnaient définitivement l'Irlande à la suite du prince Charles Édouard Stuart.
De ces deux fils, l'un vint en Portugal où il reçut immédiatement l'ordre du Christ, et où il fut nommé major du régiment d'Alcantara. L'autre fils, Patrice, resta à la cour des Stuarts et épousa une fille de la noble famille des O'Sullivan (en)-Beare.
Le fils de Patrice de Mac Mahon, Maurice était, en 1746, capitaine du prétendant Édouard d'Écosse. Il servit ensuite, en la même qualité, en Espagne dans le régiment d'Ultonia. Naturalisé Français en 1750, il devint seigneur de Magnien, en Bourgogne, et fut nommé capitaine dans le régiment de Fitz-James.
Jean-Baptiste de Mac Mahon (1715-1775), le frère du précédent et petit-neveu du vicaire de Saint-Jacques d'Illiers, né en 1715 à Limerick en Irlande, se vit recevoir, le 4 août 1739, docteur en médecine en l'université de Reims. Il vint s'établir à Autun où son talent médical lui permit d'épouser Mlle Le Belin, dame d'Éguilly. À la suite de ce mariage, sa noblesse fut reconnue par un arrêt du Conseil d'État sous le titre de marquisat d'Éguilly.

### XIXesiècleet époque contemporaine
La famille s'est divisée en France, en deux rameaux, dont l'aîné était représenté par Charles Laure de Mac-Mahon, marquis de Vianges, fils aîné de Jean-Baptiste, capitaine au Royal-Cavalerie de Lorraine, puis lieutenant général, appelé à la pairie par le roi Charles X le 5 novembre 1827. Son neveu, Charles-Marie de Mac Mahon (1793-1845), ancien officier de cavalerie, qui fut substitué à ses rang, titre et qualité de pair par lettres patentes du 18 juillet 1828 avait épousé Marie-Henriette Le Peletier de Rosanbo, fille |du pair de France Louis IV Le Peletier de Rosanbo, dont il a eu Charles-Henri de Mac Mahon, 4e marquis de Mac Mahon, marié le 15 mai 1855 à Henriette de Pérusse, fille d'Amédée François Régis de Pérusse, duc des Cars.
L'autre rameau a pour principal représentant Marie Edme Patrice Maurice, comte de Mac Mahon (frère cadet de Charles-Marie), maréchal du Second Empire créé duc de Magenta, élu troisième président de la Troisième République française, marié le 14 mars 1854 à Élisabeth de La Croix de Castries, fille d'Armand Charles Henri de La Croix, comte de Castries. Son père, Maurice-François, comte de Charnay, maréchal de camp, chevalier de Saint-Louis, avait épousé, pendant l'émigration (en 1792, à Bruxelles), Pélagie Edme Marie de Riquet de Caraman, née le 12 octobre 1769, dont il eut dix-sept enfants.
Marie Joséphine Adélaïde de Mac Mahon, sœur des deux précédents avait épousé Augustin César Arnould de Poute, marquis de Nieuil, ancien lieutenant-colonel et leur fille avait épousé, le 16 février 1846, le comte de Sarcus.
Les Mac Mahon comptent parmi les familles subsistantes de l'ancienne noblesse française.
La famille de Mac Mahon a été admise à l'Association des anciens honneurs héréditaires.

## Filiation simplifiée
Maurice-François de Mac-Mahon est le fils cadet de Jean-Baptiste de Mac Mahon (né le 23 juin 1715 à Limerick en Irlande et mort le 15 octobre 1775 à Spa), 1er marquis d'Éguilly et de Charlotte Le Belin (née en 1716 et morte le 14 juillet 1798 au château de Sully), dame d'Éguilly et de Sully.
- Maurice-François de Mac-Mahon (1754-1831), comte de Mac Mahon et de Charnay, baron de Sully, épouse le 1er février 1792 à Bruxelles, Pélagie de Riquet de Caraman[a] (née le 12 octobre 1769 à Paris, paroisse Saint-Sulpice et morte le 28 novembre 1819 au château de Sully). Ensemble, ils ont 17 enfants, dont :
  - Charles-Marie de Mac Mahon (15 janvier 1793 à Bois-le-Duc, 5 septembre 1845 à Autun), 3e marquis d'Éguilly, (comte de Mac Mahon en 1830, succession de son oncle Charles Laure de Mac-Mahon). Le 28 juillet 1823 à Paris, il épouse Marie-Henriette Lepeletier de Rosanbo (vers 1800, 1835 à Paris)[b]. De leur union naît :
    - Charles-Henri-Paul-Marie de Mac Mahon (9 janvier 1828, 26 septembre 1863 au Château de Sully), 4e marquis d'Éguilly, comte de Mac Mahon en 1845. Le 15 mai 1855, il épouse Henriette de Pérusse des Cars (28 octobre 1833 au château de La Roche-de-Bran, 31 décembre 1911 au 1, avenue de Tourville à Paris), fille d'Amédée François Régis de Pérusse, duc des Cars), dont :
      - Charles-Marie de Mac Mahon (10 avril 1856 à Paris, 20 octobre 1894 à Sully (Saône-et-Loire)), 5e marquis d'Éguilly, comte de Mac Mahon en 1863, sous-lieutenant au 8e dragons (1er octobre 1877), lieutenant (14 juin 1881), passe au 13e escadron de cavalerie territoriale. Le 22 juin 1881 à Paris, il épouse Marthe de Vogüé (21 novembre 1860 à Paris, 9 juin 1923 à Paris, fille de Charles-Jean-Melchior de Vogüé), dont :
        - Henriette Marie de Mac Mahon (31 mai 1882 à Paris 7e, 4 juin 1882 à Paris 7e) ;

      - Marie Eudoxie de Mac Mahon (22 mars 1858 à Paris, 20 mars 1892 à Paris). Le 24 octobre 1878 à Paris, elle épouse Joseph Marie Donald (1851-1940), marquis d'Oilliamson, capitaine de chasseurs, chevalier de l'ordre national de la Légion d'honneur (1895) ;
      - Marie Anne Isabelle de Mac Mahon (9 avril 1859 à Paris, 11 novembre 1933 à Paris). Le 29 août 1882 à Paris, elle épouse Eugène de Lur-Saluces (1852-1922), dont postérité ;

  - Marie Joséphine Adélaïde de Mac Mahon, dite Adèle (5 janvier 1795 à La Haye, 1er février 1825 à Sully). Le 11 décembre 1813 à Sully en Bourgogne, elle épouse Augustin de Poute (1790-1864), marquis de Nieuil, dont postérité ;
  - Adèle Marie Magdelaine Françoise de Mac Mahon, dite Fanny (8 juillet 1796 à Norwich, 23 décembre 1872 à La Ferté-Beauharnais). Le 8 janvier 1820 à Sully, elle épouse René de La Selle (1776-1841), seigneur de Ligné, dont postérité ;
  - Bonaventure Marie Pierre Joseph de Mac Mahon (14 juillet 1799 à Münster, 11 juillet 1865 au château de Rivault, lieutenant de hussards. Le 20 juillet 1829 à Paris, il épouse Alexandrine Eudoxie de Montaigu (5 avril 1806 à Chaponost, 23 mars 1863 à Autun, fille d'Adolphe Tanneguy Gabriel (1778-1832), marquis de Montaigu, premier gentilhomme de la Chambre du prince de Conti, sans postérité ;
  - Marie Antoine Alfred Alexandre de Mac Mahon (vers 1802 à Münster, 3 mai 1806 à Sully) ;
  - Marie Anne Cécile de Mac Mahon (19 mai 1804 à Sully, 5 juillet 1844 à Montpellier, inhumée au château de Morlet (Saône-et-Loire)). Le 20 mars 1825 à Sully, elle épouse Henry (1799-1859), 5e marquis de Roquefeuil, dont postérité ;
  - Marie Françoise Nathalie de Mac Mahon (6 décembre 1805 à Sully, 12 juin 1869 à Béziers). Le 14 novembre 1827 à Sully, elle épouse Adalbert de Sarret de Coussergues (18 février 1806 à Béziers, 1844), dont postérité ;
  - Marie Henriette Élisabeth de Mac Mahon (16 juillet 1807 à Sully (Saône-et-Loire), 15 septembre 1835 à Autun), religieuse au Sacré-Cœur d'Autun ;
  - Patrice de Mac Mahon (13 juillet 1808 au château de Sully, 17 octobre 1893 au château de la Forêt, Montcresson, inhumé le 22 octobre 1893 aux Invalides), 1er duc de Magenta (5 juin 1859), maréchal de France, gouverneur de l'Algérie (1864-1870), président de la République française (1873-1879). Le 13 mars 1854 à Paris, il épouse Élisabeth de La Croix de Castries (1834-1900), dont :
    - Marie Armand Patrice de Mac Mahon (10 juin 1855 à Outreau, 23 mai 1927 à Paris), 2e duc de Magenta (1893), 6e marquis d'Éguilly dit de Mac Mahon (1894), saint-Cyrien (1873-1875), promotion de l'archiduc Albert), général de brigade, commandeur de l'ordre national de la Légion d'honneur, Croix de Guerre (1914-1918) avec deux palmes, médaille commémorative de Madagascar. Le 23 avril 1896 à Chantilly, il épouse Marguerite d'Orléans (25 janvier 1869 à Morgan House, Ham (Angleterre, 31 janvier 1940 au château de la Forêt, Montcresson), princesse d'Orléans, fille de Robert d'Orléans (1840-1910), duc de Chartres), dont :
      - Marie Élisabeth de Mac Mahon (19 juin 1899 à Lunéville, 28 septembre 1951 à Voreppe, Isère). Le 22 septembre 1924 à Paris, elle épouse Henri Marie Léo de Plan (6 novembre 1883 à Aix-en-Provence, 20 juin 1953 au château de la Forêt), comte de Sieyes, dont postérité ;
      - Amélie Françoise Marie de Mac Mahon (11 septembre 1900 à Lunéville, 30 mai 1987 au château de Rambuteau), titulaire de la Médaille de la Résistance[7], chevalier de l'ordre national de la Légion d'honneur (3e génération). Le 5 février 1921 à Paris, elle épouse Amalric Philibert Marie Emmanuel Lombard de Buffières (29 août 1890 à Genève, 14 décembre 1944 au camp de concentration de Buchenwald), comte de Rambuteau, titulaire de la Médaille de la Résistance[8], dont postérité : Françoise de Rambuteau, comtesse de Rodez-Bénavent (1922-2006), Philibert de Rambuteau (1923-2003), Henri de Rambuteau (1925-1991), Maurice de Rambuteau (1927-1992) ;
      - Maurice Jean Marie de Mac Mahon (13 novembre 1903 à Lunéville, 27 octobre 1954 à Évreux), 3e duc de Magenta (1927), 7e marquis d'Éguilly, comte de Mac Mahon saint-Cyrien (1924-1926), promotion du Rif). Le 25 août 1937 au château de Sully, il épouse la comtesse Marguerite de Riquet de Caraman-Chimay (29 décembre 1913 à Paris, 1er septembre 1990 à Nice), dont :
        - Philippe Maurice Marie de Mac Mahon (15 mai 1938 à Paris, 24 janvier 2002 à Paris), 4e duc de Magenta, 8e marquis d'Éguilly, comte de Mac Mahon. Le 15 février 1978 à Mollis (Suisse), il épouse Claire-Marguerite Schindler (née le 1er août 1953 à Genève dont il divorce en 1990). Le 4 mai 1990 à Londres, il épouse en secondes noces Amelia Margaret Mary Drummond (née le 2 juillet 1963 à Glencarse), fille du capitaine Humphrey Ap Evans (puis Drummond) et (Jean) Cherry Drummond of Megginch (1928-2005), 16e baronne Strange (en). Deux enfants de chaque mariage :
          - Adélaïde Philippine Jeanne Marie de Mac Mahon (née le 3 octobre 1978 à Autun). Le 3 avril 2004 à Lusigny (mariage religieux le 15 mai suivant en la basilique Sainte-Marie-Madeleine de Saint-Maximin-la-Sainte-Baume, elle épouse Romain Armand Philippe Marie Joseph Pezet de Corval (né en 1979), dont postérité ;
          - Eléonore Philippine Jeanne Marie de Mac Mahon (née le 18 novembre 1980 à Boulogne-Billancourt) ;
          - Pélagie Jeanne Marie Marguerite Charlotte Nathalie de Mac Mahon (née le 24 juin 1990 à Sully-le-Château), mariée en 2023 avec Amaury de Bourbon-Parme (1991)[9] ;
          - Maurice Marie Patrick Bacchus Humphrey de Mac Mahon (né le 30 mars 1992 à Beaune), 5e duc de Magenta, 9e marquis d'Éguilly, comte de Mac Mahon ;

        - Nathalie Jeanne Marie de Mac Mahon (11 avril 1939 à Paris, 25 février 2006 à Évreux) ;
        - Anne Monique Marie de Mac Mahon (9 août 1941 au Château de Sully, 11 avril 2003 à Neuilly-sur-Seine). Le 5 octobre 1963 elle épouse Gérard Louis Jacques Arnould Thénard (né le 3 mars 1940 à Neuilly-sur-Seine), baron Thénard dont elle divorce le 22 mai 1985);
        - Patrice Michel Marie de Mac Mahon (né le 11 septembre 1943 à Lausanne). Le 11 juin 1966 à Beaumont-le-Roger, il épouse Beatrix Bénigne Marie Anne de Blanquet du Chayla (née le 27 mars 1945 à Tain-l'Hermitage), dont :
          - Diane de Mac Mahon (née le 18 septembre 1968 à Paris), personnalité de la télévision française. Le 17 mai 1991 à Paradou, elle épouse Frédéric Beigbeder (né le 21 septembre 1965 à Neuilly-sur-Seine) dont elle divorce le 6 mars 1996, puis le 8 avril 2009, elle épouse en secondes noces à Paris, Guillaume Durand (né le 23 septembre 1952 à Boulogne-Billancourt), dont postérité ;
          - Élisabeth Jeanne Marie de Mac Mahon (née le 7 octobre 1970 à Paris). Le 24 mars 2000 à Paradou, elle épouse Philippe Edouard Bruno Lamblin (né le 12 décembre 1968 à Saint-Mandé) ;
          - Sophie Jeanne Marie de Mac Mahon (née le 26 mai 1973 à Boulogne-Billancourt). Le 11 juillet 1997 à Paradou, elle épouse Esteban Juan Blanco y Theux (né le 1er juin 1966 à Valence (Espagne)) ;
          - Amélie Marie Victoire de Mac Mahon (née le 12 mars 1976 à Boulogne-Billancourt). Le 6 octobre 2007 à Paradou, elle épouse Hubert Clicquot de Mentque (né le 6 octobre 1974 à Pau)

        - Véronique Henriette Marie de Mac Mahon (née le 5 juin 1948 au château de Sully). Le 16 janvier 1971 à Paris, elle épouse Pierre Michel Ulysse Jaboulet-Vercherre (né le 31 mars 1950 à Brooklyn, New York, dont elle divorce le 10 juillet 1990), dont postérité ;

    - Marie Eugène de Mac Mahon (avril 1857 à Paris, 15 juin 1907 à Paris) ;
    - Emmanuel de Mac Mahon (26 novembre 1859 à Paris, 6 juin 1930 à Paris), comte de Mac Mahon, saint-Cyrien (1878-1880), promotion des Zoulous, général de brigade, commandeur de l'ordre national de la Légion d'honneur, officier de l'ordre des Saints-Maurice-et-Lazare, officier de l'Ordre du Nichan Iftikhar. Le 2 juin 1892 à Paris, il épouse Marie Marguerite Antoinette Camille (25 avril 1872 à Paris,13 mai 1960 à Paris, fille de Gaston-Antoine Chinot, vicomte de Fromessent, officier de cuirassiers), dont :
      - Marthe Amélie de Mac Mahon (26 mars 1893 à Paris 16e, 25 août 1980 à Cairon. Le 19 février 1914 à Paris 7e, elle épouse Marie Charles Guy de Miribel (3 novembre 1885 à Paris, 28 février 1981 à Paris, comte de Miribel), dont postérité ;
      - Marie Brigitte de Mac Mahon (6 juillet 1900 à Beauvais, 5 avril 1991 à Baron-sur-Odon). Le 12 mars 1925 à Paris 7e, elle épouse Antoine Charles Marie Jules de Touchet (3 février 1886 à Paris, fusillé par les Allemands le 6 juin 1944 à Caen, mort pour la France), marquis de Touchet, chef d'escadron de cavalerie, dont postérité ;
      - Patrick Maurice Gaston Joseph de Mac Mahon (30 octobre 1902 à Paris 7e, 18 août 1932 à Akreidil), chevalier de l'ordre national de la Légion d'honneur, tué pendant l'embuscade d'Oum Tounsi (3e génération) ;

    - Marie Marguerite de Mac Mahon (1er février 1863 à Nancy, 1er juillet 1954 à Paris 7e). Le 28 décembre 1886 à Paris 7e, elle épouse Eugène Norbert Henri d'Halwin de Piennes de Magnelais de Thouaré (2 novembre 1856 à Sées, 10 septembre 1902 à Cairon), marquis de Piennes, dernier descendant de la maison d'Halwin, fils d'Eugène Emmanuel Ernest d'Halwin de Piennes et de Blandine Jeanne Louise d'Auray,

  - Marie Edme Eugène de Mac Mahon (26 décembre 1810 à Sully, 13 décembre 1866 à Autun). Le 5 février 1849, il épouse Nathalie Étiennette Anne de Champeaux (22 septembre 1826 à Beaune, 14 mars 1885 à Autun, fille de Louis Jean-Baptiste Lazare de Champeaux et d'Étiennette Éléonore Laure Duchemain).

## Personnalités

### Ecclésiastiques
- Constantin-René de Mac Mahon (vers 1664 † 1704, inhumé le 4 février 1704 en l'église de Saint-Jacques d'Illiers), engagé dans les ordres, prêtre, vicaire de Saint-Jacques d'Illiers ;

### Militaires
- Charles Laure de Mac-Mahon (1752-1830), 2e marquis d'Eguilly, marquis de Mac Mahon, lieutenant général des armées du Roi, puis pair de France ;
- Maurice-François de Mac-Mahon (1754-1831), comte de Charnay et de Mac Mahon ;
- Patrice de Mac Mahon (1808-1893), duc de Magenta, maréchal de France (6 juin 1859) ;
- Marie Armand Patrice de Mac Mahon (1855-1927), 2e duc de Magenta, général de brigade, époux de la princesse Marguerite d'Orléans (1869-1940) ;
- Emmanuel de Mac Mahon (1859-1930), général de brigade ;
- Patrick de Mac Mahon, lieutenant, mort lors de la Bataille d'Oum Tounsi le 18 août 1932.

### Hommes politiques
- Charles Laure de Mac-Mahon, marquis de Mac Mahon, pair de France le 5 novembre 1827 ;
- Charles-Marie de Mac Mahon (1793-1845), marquis de Mac Mahon, neveu du précédent, substitué au précédent en ses rang, titre et qualité de pair par lettres du 18 juillet 1828 ;
- Patrice de Mac Mahon, 1er duc de Magenta, sénateur du Second Empire (24 juin 1856), premier président de la Troisième République française (24 mai 1873 - 30 janvier 1879).
- Charles-Marie de Mac Mahon (1838-1894), 5e marquis d'Eguilly, marquis de Mac Mahon, maire de Sully (1884-1894), membre de la Société éduenne.

### Autres
- Charlotte Le Belin (1716-1798), marquise d'Eguilly. Fille de Jean Le Belin, seigneur d'Eguilly, conseiller-secrétaire du Roi, et d'Anne de Morey, elle est d'abord mariée en 1737 à son parent Jean-Baptiste Lazare de Morey (v.1671-1748), marquis de Vianges, Gouverneur de Vezelay. Jeune veuve, elle rencontre et épouse le docteur Jean-Baptiste de Mac Mahon (1715-1775), médecin originaire d'Irlande et exerçant alors à Autun. Leur mariage, célébré en 1750 au château de Sully, est à l'origine de l'établissement définitif des Mac Mahon en Bourgogne. A la tête de l'immense fortune léguée par les Morey, le couple gère avec soin ses biens, accroissant considérablement son patrimoine et faisant ériger en 1763 ses terres en marquisat d'Eguilly[10].
- Amélie Françoise Marie de Mac Mahon (11 septembre 1900 - Lunéville † 30 mai 1987 - château de Rambuteau), résistante, déportée à Ravensbrück, titulaire de la Médaille de la Résistance française, chevalier de l'ordre national de la Légion d'honneur (3e génération), maire de Bois-Sainte-Marie ;
- Diane de Mac Mahon (née le 18 septembre 1968[11]), personnalité de la télévision française.

### Galerie de portraits

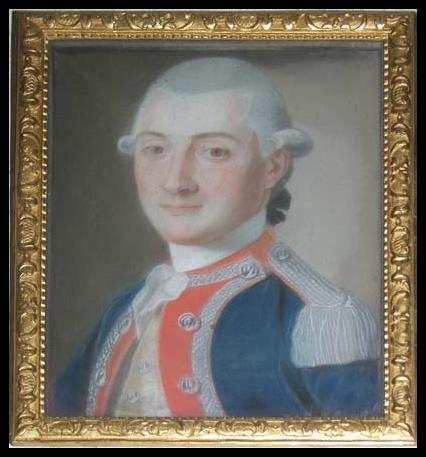
Charles Laure de Mac Mahon (1752-1830), 2e marquis d'Éguilly
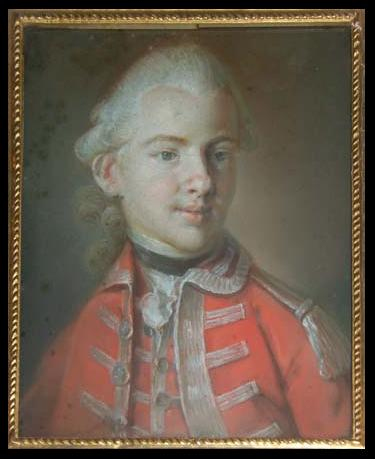
Maurice-François, comte de Mac Mahon (1754-1831)
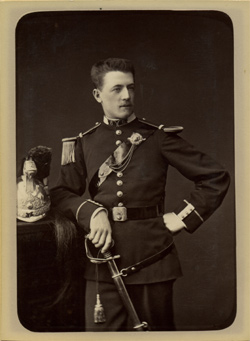
Charles-Marie de Mac Mahon (1856-1894), 5e marquis d'Éguilly « dit de Mac Mahon »
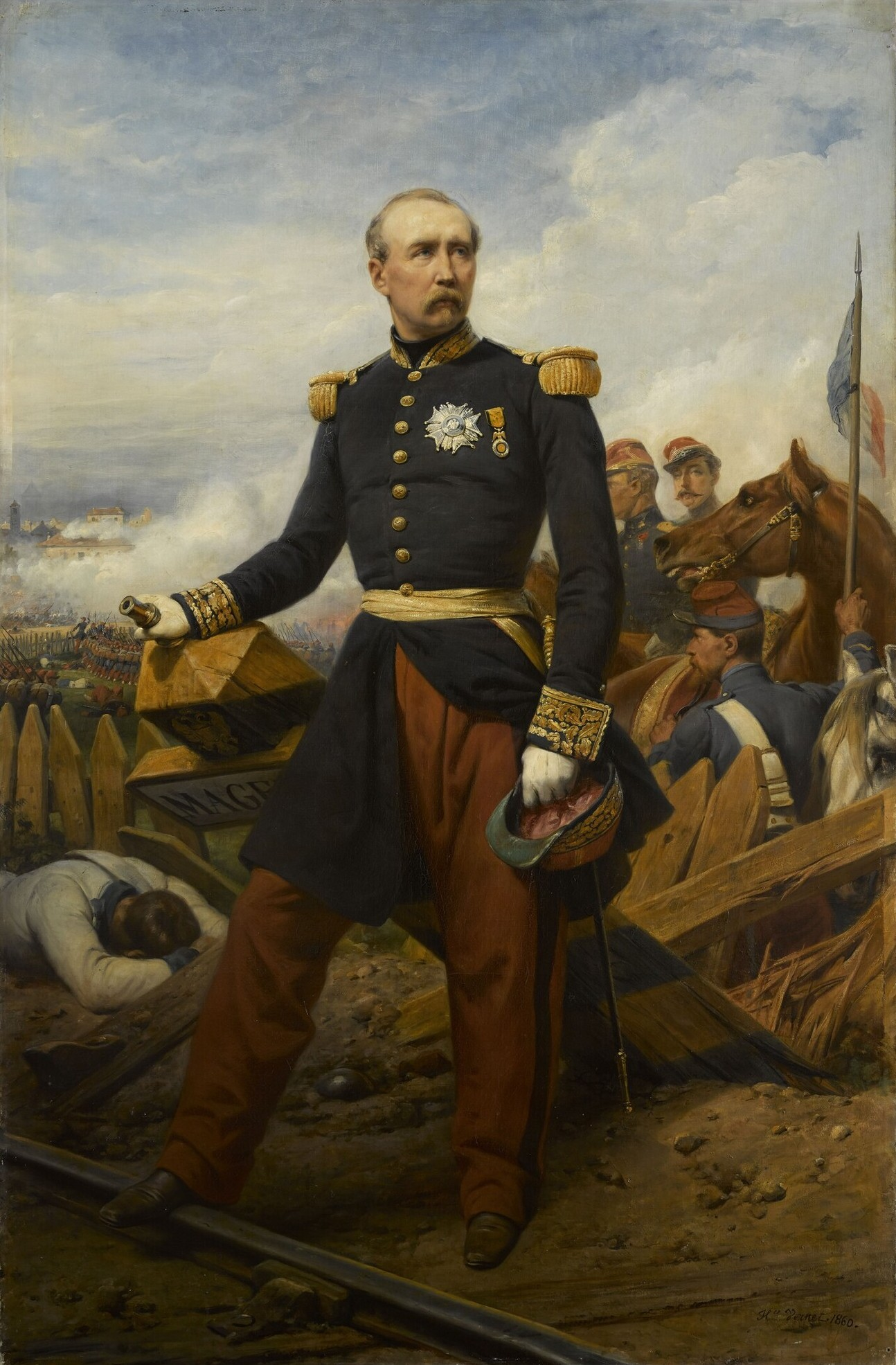
Patrice de Mac Mahon, maréchal de France (1808-1893), par Horace Vernet
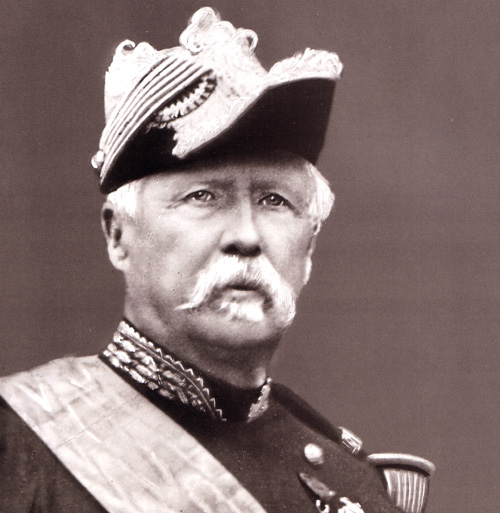
Patrice de Mac Mahon, maréchal de France
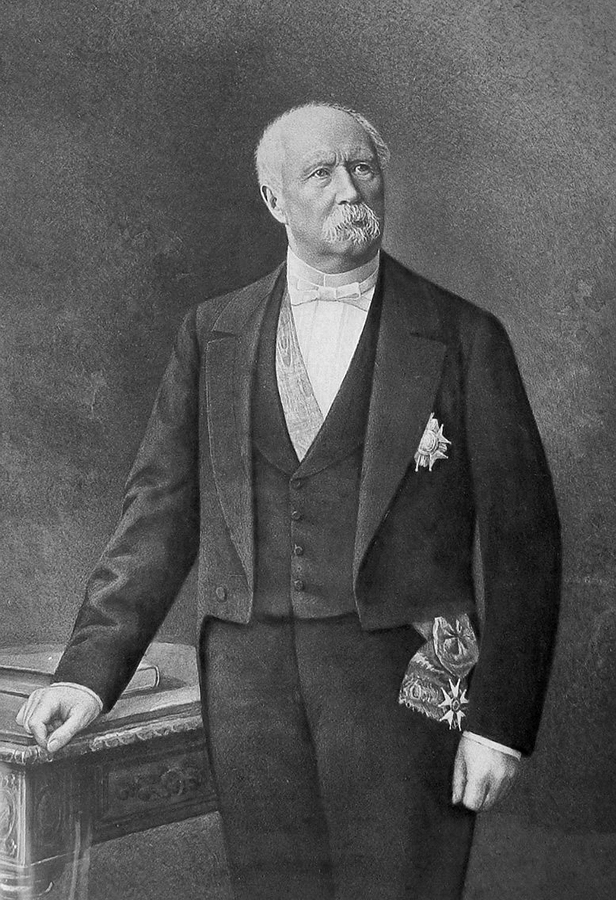
Patrice de Mac Mahon, président de la République française
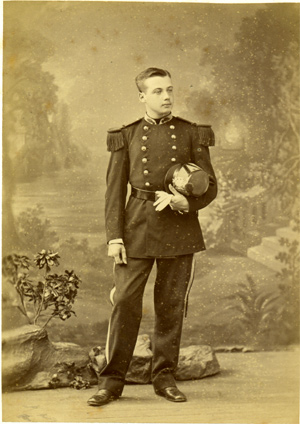
Marie Armand Patrice de Mac Mahon (1855-1927), 2e duc de Magenta (1893), 6e marquis d'Éguilly
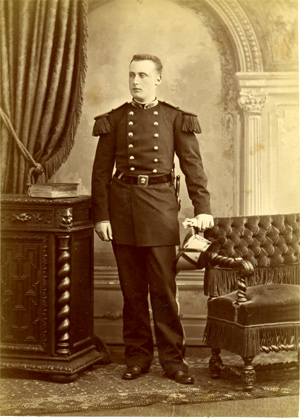
Emmanuel, comte de Mac Mahon
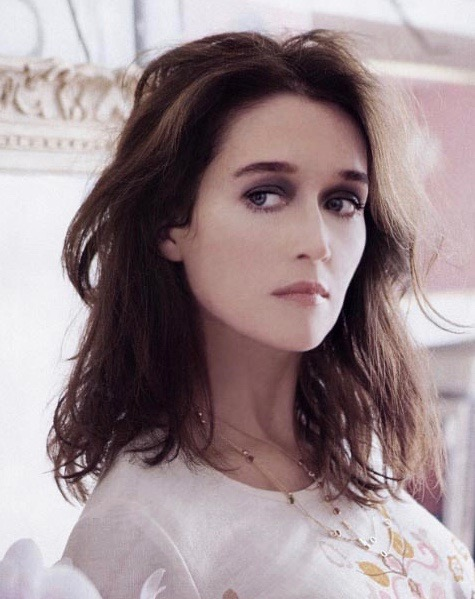
Diane de Mac Mahon

## Titres de noblesse

### Généralités
La noblesse des Mac Mahon a été reconnue par les lettres de naturalité signées en 1749, à l'occasion du mariage de Jean-Baptiste de Mac Mahon et de Charlotte Le Belin. L'ancienne extraction de la famille est alors confirmée par un arrêt du Conseil d'Etat du 3 juillet 1750, au vu des preuves généalogiques apportées par les requérants. Jean-Baptiste de Mac Mahon se fait, par la suite, admettre aux Etats de Bourgogne en 1757. Le couple se fait concéder officiellement le titre de marquis d'Eguilly par lettres patentes d'août 1763. 
Le titre de marquis de Mac Mahon, d'abord de courtoisie, a été officialisé par l'élévation à la pairie de Charles-Laure de Mac Mahon le 5 juillet 1827.
Enfin, le titre de duc de Magenta a été conféré par décret impérial du 6 juin 1859.
À la suite de l'extinction de la branche aînée des marquis de Mac Mahon et d'Eguilly, l'ensemble de ces titres est désormais porté par l'actuel duc de Magenta.

### Marquis d'Éguilly (créé en août 1763)
1. Jean-Baptiste Mac Mahon (1715-1775), 1er marquis d'Éguilly ;
2. Charles Laure de Mac Mahon (1752-1830), fils du précédent, 2e marquis d'Éguilly ;
3. Charles-Marie de Mac Mahon (1793-1845), neveu du précédent, 3e marquis d'Éguilly ;
4. Charles-Henri de Mac Mahon (1828-1863), fils du précédent, 4e marquis d'Éguilly ;
5. Charles-Marie de Mac Mahon (1856-1894), fils du précédent, 5e marquis d'Éguilly ;
6. Marie Armand Patrice de Mac Mahon (1855-1927), cousin du précédent, 2e duc de Magenta (voir ci-dessous), 6e marquis d'Éguilly.

### Ducs de Magenta (créé le 6 juin 1859)

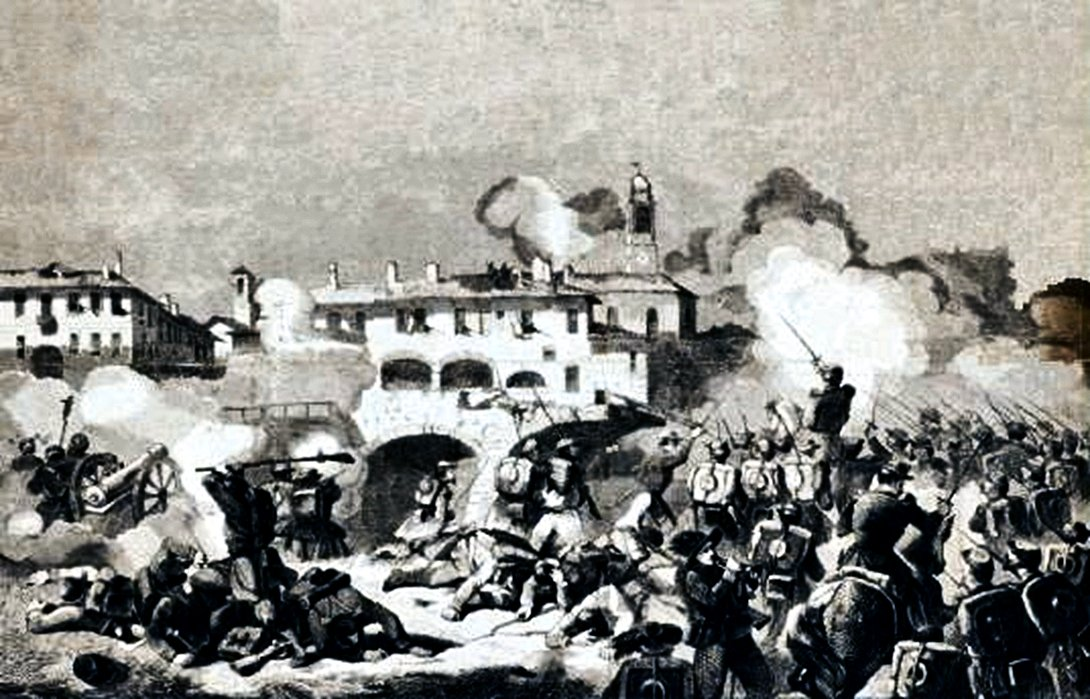
Bataille de Magenta

Patrice de Mac Mahon se distingue particulièrement lors de la campagne d'Italie de 1859. Moitié par chance, moitié par audace et par flair, il pousse ses troupes en avant sans avoir reçu d'ordres à un moment critique lors de la bataille de Magenta, ce qui assure la victoire française. Pour ces brillants services, il reçoit de Napoléon III le bâton de maréchal, et est titré duc de Magenta le 5 juin 1859.

### Autres titres de courtoisie
Les titres de prince de Solferino, marquis de Vianges, comte de Mac Mahon, comte de Charnay et baron de Sully, traditionnellement portés par les Mac Mahon, n'ont pas été érigés officiellement. Ce sont donc des titres irréguliers, ou titres de courtoisie.

## Armoiries
Il est difficile de déterminer exactement les armoiries des Mac Mahon, les sources étant contradictoires.
| Figure | Blasonnement |
| ------ | --- |
|        | D'argent, à 3 lions léopardés de gueules ; l'écu penché à l'antique, timbre antique orné d'une couronne de marquis et d'un mantelet, avec un dextrochère armé, tenant une épée flamboyante pour cimier. - Dans l'ouvrage, les léopards sont représentés regardants (tête contournée de gueules). |
|        | D'argent à trois lions léopardés de gueules, armés et lampassés d'azur, passant l'un sur l'autre. |
|        | Dans la base de données sigillographique du Musée Dobrée, on trouve : un sceau aux armes des Mac Mahon accollées avec celles de la Maison de Castries (d'azur à la croix d'or), Patrice de Mac Mahon étant marié avec Elisabeth de La Croix de Castries. - Les écus sont posés sur deux batons de maréchal de France posés en sautoir. - On y distingue aussi le collier de l'ordre de la Toison d'or.                        |
|        | Armes de Charles Laure de Mac Mahon, 2e marquis d'Éguilly, baron-pair de France : D'argent à trois lions léopardés de gueules, armés, lampassés et vilennés d'azur, passant l'un sur l'autre. |
|        | Armes des comtes de Mac Mahon D'argent, à trois lions léopardés de gueules regardants (tête contournée de gueules), armés et lampassés d'azur, passant l'un sur l'autre., |
|        | D'argent, à trois lions léopardés de gueules, contournés (alias contrepassants), l'un sur l'autre, armés et lampassés d'azur ; au chef ducal : de gueules, semé d'étoiles d'argent., |
|        | Armes des ducs de Magenta : D'argent, à trois lions léopardés de gueules regardants (tête contournée de gueules), armés et lampassés d'azur. Au chef de gueules, brochant sur l'écartelé et semé d'étoiles d'argent., - On trouve aussi : D'argent, à trois lions léopardés de gueules, contournés (alias contrepassants), l'un sur l'autre, armés et lampassés d'azur ; au chef ducal : de gueules, semé d'étoiles d'argent. |
|        | Les armes de la branche française diffèrent de celle des (Mac)Mahon, pairs d'Irlande au titre de Lord Hartland (en) : D'or au lion d'azur. DevisePERICULUM FORTITUDINE EVASI. |

La devise de la famille de Mac Mahon est : Periculum Fortitudine Evasi.
Celle des Mac Mahon irlandais est Sic Nos Sic Sacra Tuemur.

## Alliances
Le Belin (1750), Raugrave (1773), de Brunier d'Adhémar de Monteil (1777), d'Urre d'Aubais (1779), Riquet de Caraman (1792, 1937), de Rességuier de Miremont (1811), Poute de Neuil (1813), de Montaigu (1819), La Selle de Ligné (1820), Le Peletier de Rosanbo (1823), Roquefeuil (1825), Sarret de Coussergues (1827), de Champeaux (1849), Castries (1854),  de Pérusse des Cars, d'Oilliamson (1878), de Voguë (1881), Lur-Saluces (1882), d'Halwin de Piennes (1886), de Chinot (1892), d'Orléans (1896), Coppin de Miribel (1914), Lombard de Buffières (1921), de Touchet (v.1920), de Plan de Sieyès de Veyne (1924), Thénard (1963), de Blanquet du Chayla (1963), Schindler (1978),  Drummond de Megginch (1990), Beigbeder (1991), Blanco y Theux (1997),  Lamblin (2000), Pezet de Corval (2004), Clicquot de Mentque (2007), Jaboulet-Vercherre (v. 2010), Bourbon-Parme (2023)...

## Châteaux, seigneuries, terres

### Châteaux

Château de Charnay (XVe – XVIIe siècle)
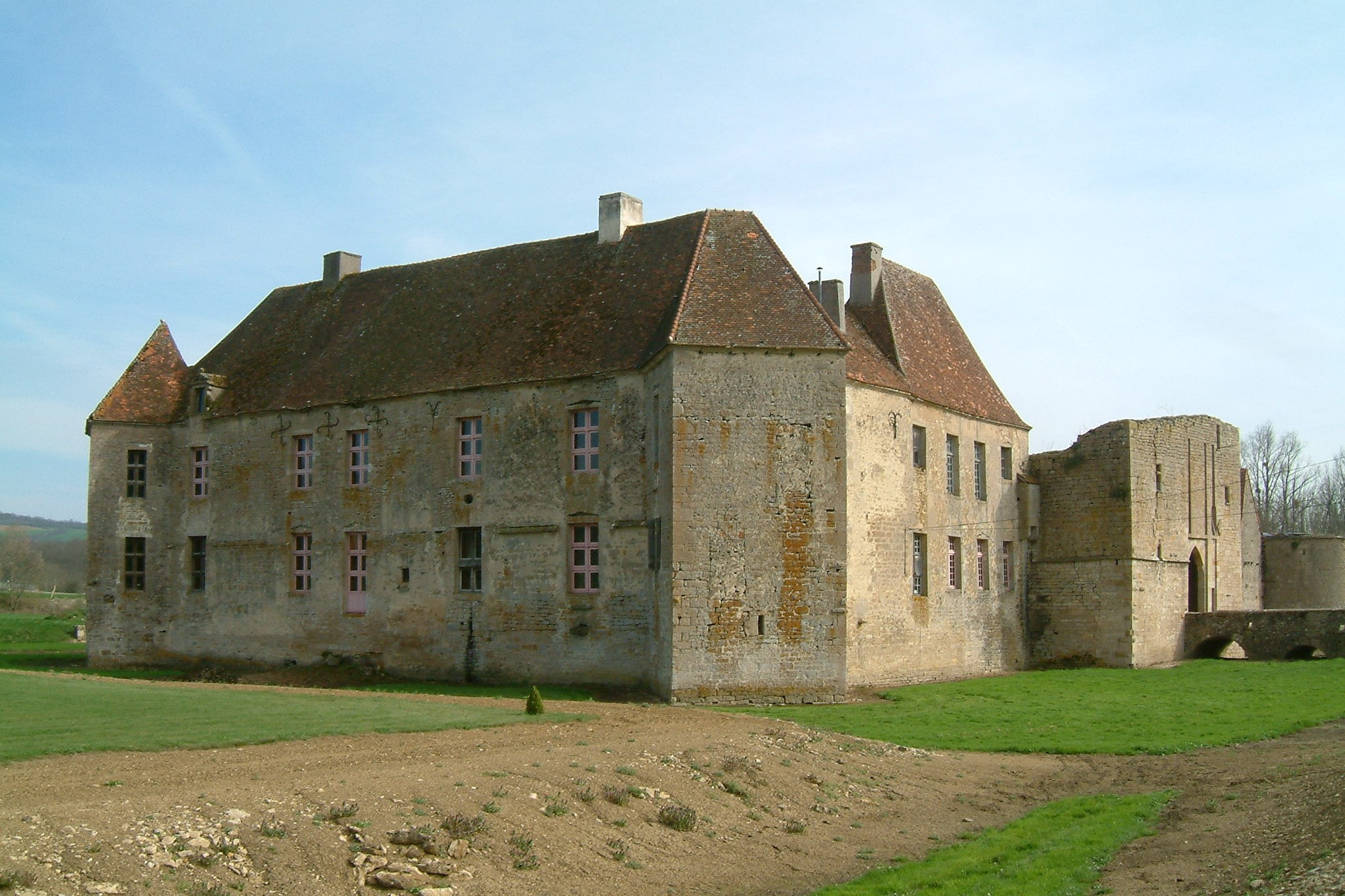
Château d'Éguilly (XIIe siècle)
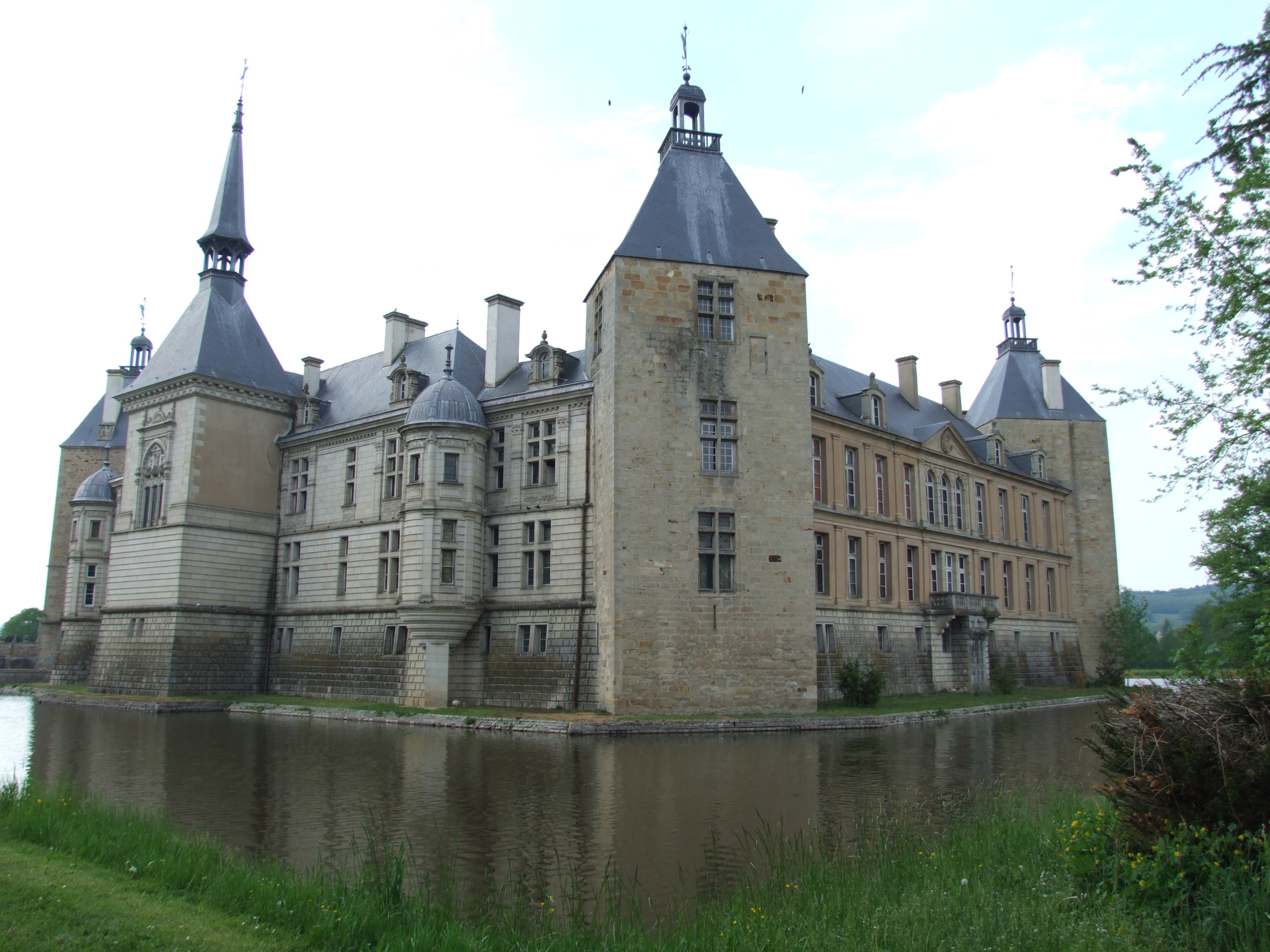
Château de Sully (XVIIe siècle)
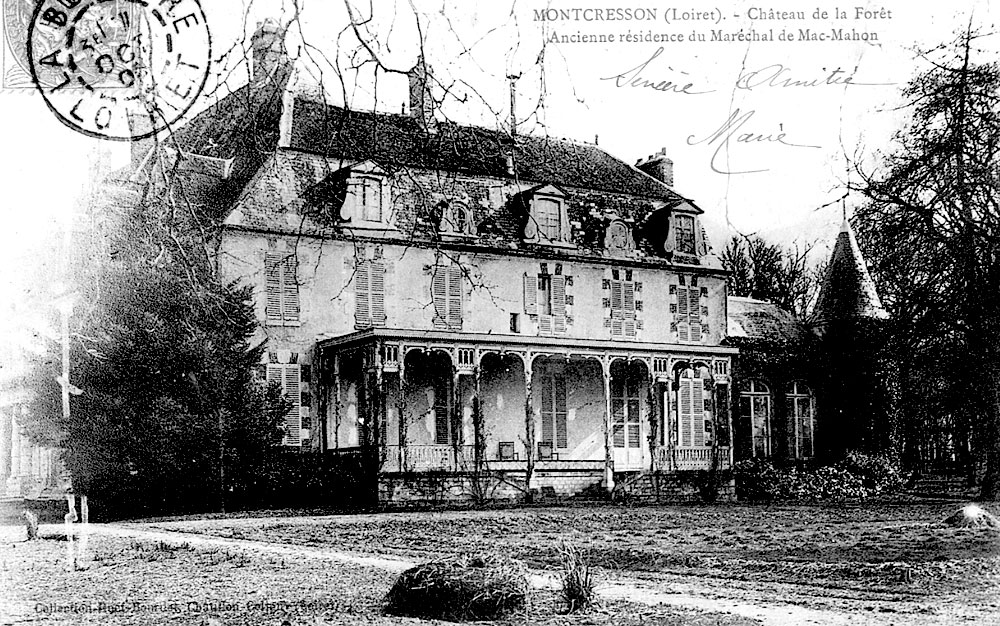
Château de la Forêt

### Terres
- Éguilly (Côte-d'Or) ;
- Charnay (Perrigny-sur-Loire) ;
- Sully (Saône-et-Loire) ;
- Vianges (Côte-d-Or).

## Pour approfondir